# Piotr Tyszkiewicz (kasztelan smoleński)

Herb Leliwa

Piotr Tyszkiewicz herbu Leliwa (ur. ok. 1606, zm. ok. 1685) – kasztelan smoleński.
Syn Jerzego Mikołaja, pisarza ziemskiego słonimskiego i Barbary Lichtian.
Poślubił Annę Kędzierzawską.
Ojciec Dominika Aleksandra (1636-1701), podkomorzego słonimskiego, Mikołaja (1638-1695), Klary i Petroneli, żony Dymitra Samuela Połubińskiego.
Pełnił urząd marszałka słonimskiego, następnie kasztelana smoleńskiego około 1685 roku.